# Iraks geografi
Den här artikeln behandlar Iraks geografi.
Irak ligger i västra Asien och gränsar till Turkiet i norr, Syrien i nordväst, Jordanien i väster, Saudiarabien i sydväst, Kuwait i söder samt Iran i öster. De västra delarna av Irak är till stor del öken, men området mellan de två stora floderna Eufrat och Tigris, Mesopotamien, är fertilt. Den norra delen av landet är till största delen bergigt. Där ligger Iraks högsta punkt, Rawanduz, 3658 m ö.h. Irak har en liten havskust vid Persiska viken. Nära kusten har de två floderna ett gemensamt lopp, Shatt al-Arab (Arvand Rud), som tidigare till stor del bestod av träskland. Flera av dessa områden har dränerades på 1990-talet.
Huvudstaden Bagdad med 5,8 miljoner invånare (2000) ligger i mitten av landet på Tigris flodbank. Andra storstäder är Mosul i norr och Basra i söder med 1,8 (2002) respektive 1,4 (2002) miljoner invånare.

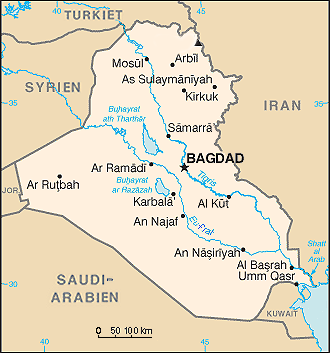
Karta över Irak

## Terrängformer och berggrund
Vad gäller terrängformer och berggrund kan Irak delas in i tre olika delar. Låglandet mellan floderna Eufrat och Tigris är ett sänkningsfält. Det västra ökenområdet, som upptar omkr. två femtedelar av Iraks yta, sänker sig från gränserna mot Syrien och Jordanien ner mot Saudiarabien och Persiska viken. Den nordöstra regionen är ett höglandsområde som från Tigris stiger mot Irans bergskedjor.

## Klimatet
Klimatmässigt tillhör Iraks sydvästra Asiens ökenklimatbälte. Det lokala klimatet är mestadels ökenklimat med milda till kalla vintrar och extremt torra, mycket heta, molnfria somrar. De norra bergstrakterna har kalla vintrar. Ibland med tunga snöfall som inte sällan skapar översvämningar.

## Växtlivet
I sydväst och söder består landskapet för det mesta av steniga slätter, där enstaka djupt nedskurna torrdalar, wadi, bryter enformigheten. Torniga buskar och om våren tuvgräs ger föda åt nomadernas hjordar. Bara i wadi står sig grönskan året om. Mot söder blir området allt kargare. På mesopotamiska slättlandet finns längs Eufrat och Tigris smala remsor av galleriskog och odlad mark med dadelpalmer (i söder), citrusfrukter (i norr), sädesslag och grönsaker, men i övrigt är landet även här öde och trädlöst. Buskstäpp och saltöken överväger. Bergen i norr och nordöst är i regel mycket branta och nakna, men här och var finns också relativt bördiga dalar och terrasserade sluttningar där det ännu växer subalpin skog av bl.a. ek-, lönn-, hagtorn-, vide- och tallarter.

## Djurlivet
I Iraks öken hör vanliga ökendäggdjur hemma, såsom ett antal olika gaseller, guldschakal, strimmig hyena och mungo. Fram till ca 1910 fanns också lejon här. Mellan floderna finns bland annat djungelkatt, och uppe i bergen finns djur som besoarget och mufflonfår, och mycket sällsynta brunbjörnar, vargar, lodjur och eventuellt ännu leoparder.

## Städer
- Bagdad
  - Bagdads internationella flygplats
  - Iraks nationalmuseum
  - Sadrstaden
- Bayji
- Basra
- Erbil
- Karbala
- Kirkuk
- Hawler/Arbil
- al-Kut
- Mosul
- Najaf
- an-Nasiriyya
- Osiraq
- al-Samawa
- Samarra
- Sulaymaniyya
- Tikrit
- Umm Qasr

## Historiska platser
- Akkad
- Babylon
- Eridu
- Kish

## Övriga geografiska platser
- al-Faw-halvön
- Eufrat
- Shatt al-Arab
- Tigris